# Oberostalpin
Als Oberostalpin werden in der Geologie jene Teile des ostalpinen Deckensystems bezeichnet, die durch horizontale Überschiebungen bei der Entstehung der Alpen zuoberst zu liegen kamen. Ihre tektonischen Bewegungen – hauptsächlich Überschiebungen – fanden vor allem in der Oberkreide statt. 

Geringere Nachbewegungen im Tertiär modifizierten das tektonische Bild an ihren Rändern – d. h. im Bereich der (v. a. nördlichen) Kalkalpen und der Grauwackenzone.
Große Auffaltungen sind in den Ostalpen unbekannt, denn die ostalpinen Deckensysteme sind nicht durch Überfaltung, sondern durch Abscheren von ihrer Unterlage entstanden (Scherdecken). 

Das Herkunftsgebiet des Oberostalpin und seiner Trägerdecke, des mittelostalpinen Kristallins, liegt weit im Süden; die Schätzungen reichen von etwa 100 bis zu 200 km. Beide Einheiten zählen zu der von Süden anrückenden Erdkrustenplatte, die zur großräumigen Subduktion des damaligen (penninischen) Ozeanbodens und der Alpenbildung geführt hat.
Das Oberostalpin umfasst vor allem
- den Bereich der Österreichischen Zentralalpen (an Gesteinen hauptsächlich das sogenannte Altkristallin),
- die vorgelagerten Bereiche der oberostalpinen Sedimente: Nördliche Kalkalpen, Gailtaler Alpen und nordöstliche Karawanken,
- das oberostalpine Paläozoikum: nördliche Grauwackenzone, Landecker Quarzphyllit, Murauer und Grazer Paläozoikum.

Die oberostalpinen Decken sind vor allem durch voll entwickeltes Mesozoikum gekennzeichnet, während das Unterostalpin (z. B. Ostschweiz, westliche Niedere Tauern) geringmächtige Trias- und grobklastische Jura-Schichten aufweist.
Der Begriff des Oberostalpins geht auf Tollmann zurück. Die neuere Strukturgeologie verwendet auch Zentralostalpin, wobei das Untere Zentralostalpin (Mittelostalpin nach Tollmann) hauptsächlich das Altkristallin der Zentralalpen umfasst sowie das Bajuvarikum der Kalkalpen. Das Oberostalpin nach Tollmann wird zusammen mit dem Tirolikum als Oberes Zentralostalpin bezeichnet. Das liegt daran, weil die Kalkalpen mit dem Mittelostalpin im Sinne Tollmanns ein gemeinsames tektonisches Stockwerk bilden. Diese Neugliederung ist derzeit in Diskussion.